# Melchior Franck

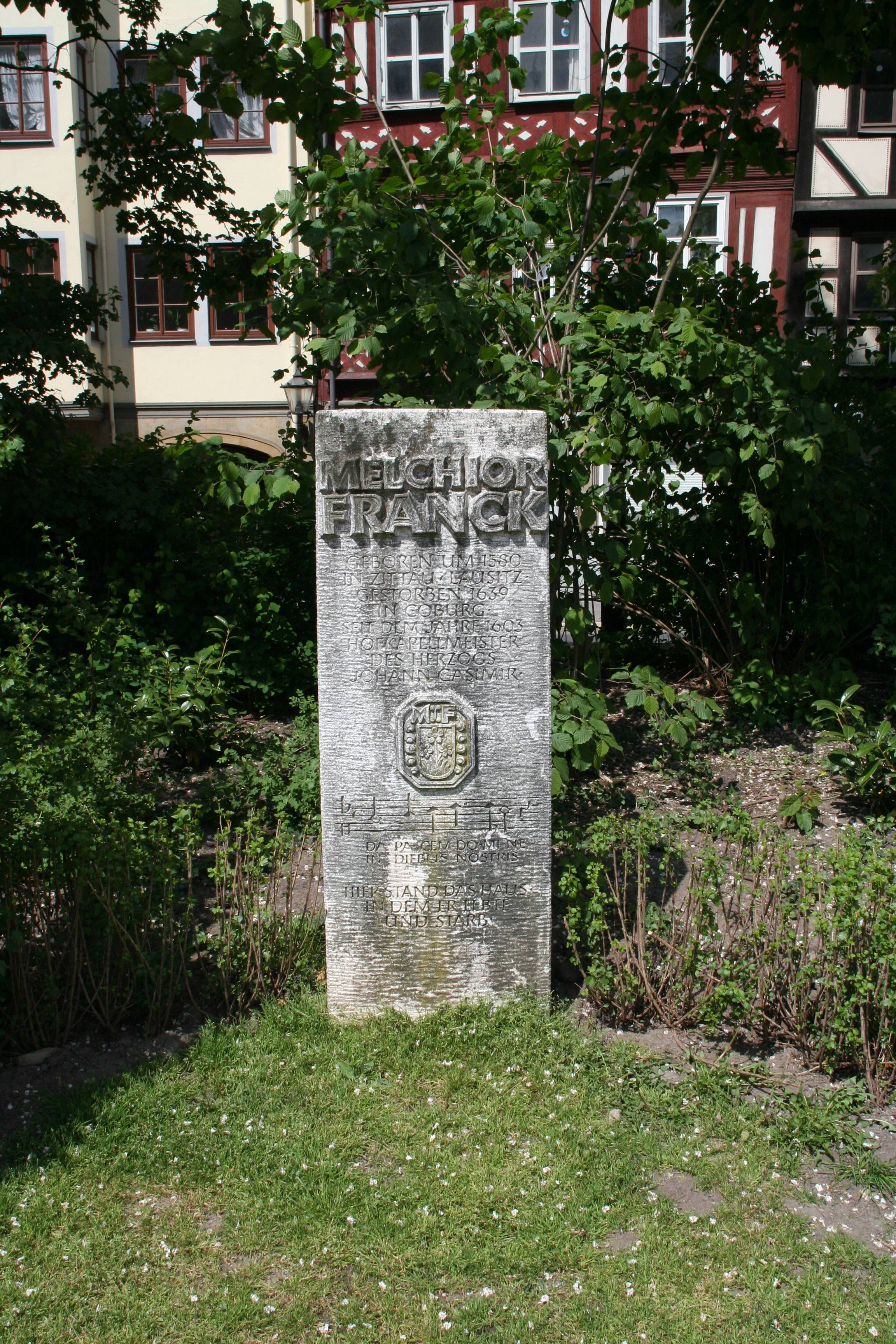
Stele commemorativa nella piazza del castello di Coburgo

Melchior Franck (Zittau, 1579 ? – Coburgo, 1º giugno 1639) è stato un compositore tedesco.

## Biografia
Della sua vita si hanno poche notizie e molte di esse sono incerte, come lo stesso anno di nascita, salvo alcune certamente documentate. Appare probabile che Franck iniziò i suoi studi ad Augusta con Christoph Demantius e li proseguì sotto la guida di Adamus Gumpelzhaimer. Nel 1601 sappiamo che si trovava già da qualche tempo a Norimberga come insegnante di musica. In quell'anno conobbe Hans Leo Hassler dal quale apprese lo stile policorale della Scuola veneziana ed i modelli polifonici dell'Alto Rinascimento, che egli accolse pienamente nelle sue composizioni.

L'anno seguente (1602) si trasferì a Coburgo, dove resterà tutta la vita, come Maestro di Cappella di Alta Musica del duca Giovanni Casimiro di Sassonia-Coburgo.

Franck non ebbe certamente un'esistenza serena, poiché dovette affrontare le traversie e gli orrori della Guerra dei Trent'anni, alla quale sopravvisse grazie anche alla neutralità assunta dal duca nei confronti del conflitto, per poi conoscere un lungo periodo di indigenza che lo condusse a morire in povertà a 60 anni.

## La musica
Fu uno dei più rappresentativi esponenti della transizione fra musica rinascimentale e musica barocca, e, pur rimanendo saldamente legato alla tradizione polifonica, come Praetorius, Schein, Schütz, Scheidt e molti altri, egli apportò numerose innovazioni stilistiche e strutturali nei "modi" della scuola veneziana.

Compositore assai prolifico (oltre 600 i suoi mottetti, raccolti in 40 libri), sia nel periodo di Norimberga che in quello di Coburgo, egli si espresse prevalentemente nel campo della musica sacra protestante, ma non trascurò le opere profane, vocali e strumentali, dedicandosi anche a composizioni per la danza.

## Principali composizioni
- 1601 - Sacrae Melodiae (4 libri), da 3 a 12 voci
- 1602 - Contrapuncti compositi, a 4 voci
- 1608 - Geistliche Gesäng und Melodeyen, da 5 a 8 voci
- 1613 - Viridarium musicum, da 5 a 10 voci
- 1616 - Geistlicher musikalischer Lustgarten, da 4 a 9 voci
- 1622 - Laudes Dei vespertinae (4 libri), da 4 a 8 voci
- 1623 - Gemmulae Evangeliorum musicae, a 4 voci
- 1627 - Rosetulum musicum, da 4 a 8 voci
- 1628 - Cythera ecclesiastica et scholastica, a 4 voci
- 1628 - Sacri convivii musica sacra, da 4 a 6 voci
- 1629 - Votiva columbae sionea suspiria, da 4 a 8 voci
- 1631 - Dulces mundani exilii deliciae, da 1 a 8 voci
- 1636 - Paradisus musicus I, da 2 a 4 voci e basso continuo
- 1636 - Paradisus musicus II, da 2 a 4 voci e basso continuo
- Raccolte di musica per danza, pubblicate negli anni 1603, 1608, 1625, 1627.[1]